# Wanlong, Kaifeng
Wanlong är en socken i Kina.   Den ligger i provinsen Henan, i den centrala delen av landet, 600 km söder om huvudstaden Peking. Antalet invånare är 52 405. Befolkningen består av 25 080 kvinnor och 27 325 män. Barn under 15 år utgör 26,0 %, vuxna 15-64 år 66 %, och äldre över 65 år 7,0 %.